# Steponas Darius
Steponas Darius (Rubiškė, 9 de enero de 1896 - Myślibórz, 17 de junio de 1933) fue un piloto lituano, considerado pionero de la aviación en el país báltico.

## Biografía
Steponas Darašius nació en 1896 en Rubiškė, Lituania, que en aquella época, era parte del Imperio ruso, Cuando tenía 11 años toda la familia emigró a Estados Unidos, estableciéndose primero en Nueva Jersey y después en Chicago. Tras acabar sus estudios, en 1917 se alistó en el Ejército de los Estados Unidos y pasó a llamarse Steponas Darius. Durante la Primera Guerra Mundial fue condecorado con el Corazón Púrpura por resultar herido en una batalla en Francia.
Darius regresaría a Lituania en 1920, y para alistarse en el recién creado Ejército Lituano, con formación en la Escuela de Guerra de Kaunas y estudios complementarios de aviación militar. En 1923 participó en la revuelta de Klaipėda por la que Lituania se anexionaría el territorio de Memel. En 1927 regresó a Estados Unidos y comenzó a trabajar como piloto de aviación civil. 
Al margen de su trayectoria militar, Darius tuvo un papel destacado en el deporte lituano al introducir disciplinas como el baloncesto,el atletismo y el béisbol; fue titular en la primera selección de fútbol lituana, e incluso impulsó la construcción del primer estadio deportivo nacional, actualmente llamado «Estadio S. Darius y S. Girėnas».

### Accidente del Lituanica

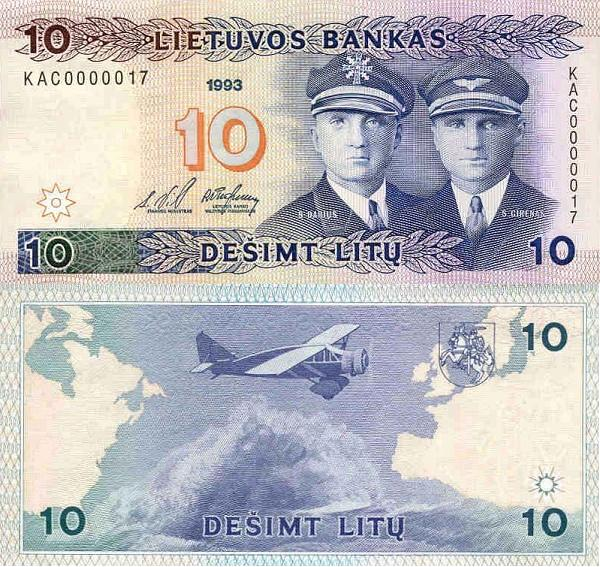
Billete de 10 litas (1993) que conmemora el vuelo del Lituanica.

El 15 de julio de 1933, llegó a un acuerdo con el piloto lituano Stasys Girėnas para realizar un vuelo de larga distancia, y sin escalas desde Nueva York hasta Kaunas, más de 7000 kilómetros, a bordo de un Bellanca CH-300 al que llamaron Lituanica. Se trataba de un vuelo muy arriesgado, pues solamente una pareja había conseguido completar en 1931 una distancia similar con un avión de baja autonomía. Con la ayuda de otros pilotos, invirtieron 3.200 dólares para comprar la avioneta y otros 4.000 dólares para adaptarla.
Después de cruzar con éxito el océano Atlántico en 37 horas y 11 minutos, más de 6.411 kilómetros, el avión sufrió un accidente en la madrugada del 17 de julio en las proximidades de Soldin, Alemania (actual Myślibórz, Polonia), a tan solo 650 km para llegar al destino. Ambos fallecieron en el acto. Tras una investigación, las autoridades lituanas determinaron que el accidente se debió a las condiciones climatológicas y a la baja visibilidad.
El accidente causó conmoción en Lituania, pues muchos ciudadanos se habían concentrado en el aeródromo de Aleksotas para recibir a Darius y Girėnas. Desde entonces se les considera héroes nacionales. Las tumbas de ambos pilotos pueden encontrarse en el cementerio de Šančiai, Kaunas. Además, la comunidad lituano-americana les ha dedicado un monumento en el Marquette Park de Chicago.
Después de que Lituania se independizase de la URSS en 1991, el nuevo gobierno les dedicó un billete de 10 litas que se mantuvo en circulación hasta la adopción del euro.